# 高雄市公車百貨幹線
高雄市公車百貨幹線（100）是高雄市的一條重要幹線，由統聯客運負責營運，行走瑞豐站及漢神巨蛋之間。途經高雄市各大百貨公司。本路線多處與高雄市公車三多幹線重疊。本路線一直是高雄市區公車最賺錢的路線之一，直到2012年才被168環狀幹線超過。

## 歷史
- 2014年1月1日起，本路線轉交由統聯客運進行營運。
- 2016年1月18日，因應國際油價下跌，配合高雄市政府交通局「潛力公車路線加密班次計畫」，加密班次。[5]
- 2019年9月1日，高雄市政府交通局正式將100路命名為「百貨幹線」。
- 2021年9月1日：「高雄火車站（捷運高雄車站）」更名為「高雄車站（中山路）」、「林森路口」站更名為「建國林森路口」。
- 2024年1月1日起，本路線延伸至「博愛路口（漢神巨蛋）」，取消停靠「捷運中央公園」、「七賢二路」、「自立路口」、「高雄中學」等站。[6]

## 路線基本資料
全程行車里數約19.5公里，行車時間約1小時40分鐘。
從瑞豐站起，沿著瑞隆路、右轉永豐路接武慶路，接著左轉三多路，經過85大樓之後右轉行駛成功路，經漢神百貨後右轉五福路，從大立百貨沿著五福路到新堀江再左轉林森一路停靠新興國小，然後左轉民生一路以後再右轉中山路，經高雄火車站，再接博愛路至漢神巨蛋。

### 服務時間及班次
- 瑞豐站發車：平日ː05:15～22:15，假日ː05ː35～22ː00。尖峰10～15分鐘一班，離峰20～25分鐘一班。

## 停站
參見右側路線圖

## 營收
| 客運人數（人） | 客運營收 （單位：新台幣元） | 客運總里程 （公里） | 出車總次數（次） |
| -------------- | --------------------------- | ------------------- | ---------------- |
| 1,694,759      | 9,099,298                   | 524,667.05          | 24,475           |